# Starówka Nowy Sącz
KS Starówka Nowy Sącz – nowosądecki klub Piłki Nożnej Kobiet. Powstał w 2008 r.
Założycielem i inicjatorem klubu jest Marek Fiut.
Obecnie pierwsza drużyna występuje na szczeblu Drugiej Ligi Kobiet.
| 2008/09 - Puchar Polski kobiet 2008/2009                                  |
| 2009/10 - Puchar Polski kobiet 2009/2010, grupa: świętokrzysko-małopolska |
| 2010/11 - I liga kobiet 2010/2011, grupa: wschodnia                       |
| 2011/12 - I liga kobiet 2011/2012, grupa: południowa                      |
| 2012/13 - I liga kobiet 2012/2013, grupa: południowa                      |
| 2013/14 - I liga kobiet 2013/2014, grupa: południowa                      |
| 2014/15 - III liga kobiet 2014/2015, grupa: małopolska                    |
| 2015/16 - II liga kobiet 2015/2016, grupa: małopolska                     |
| 2016/17 - II liga kobiet 2016/2017, grupa: małopolska                     |
| 2017/18 - II liga kobiet 2017/2018, grupa: małopolska                     |
| 2018/19 - II liga kobiet 2018/2019, grupa: małopolska                     |

Druga drużyna próbowała swoich sił w IV Lidze Kobiet.
| 2010/11 - III liga kobiet 2010/2011, grupa: małopolska             |
| 2012/13 - III liga kobiet 2012/2013, grupa: małopolsko-podkarpacka |
| 2013/14 - III liga kobiet 2013/2014, grupa: małopolska             |
| 2015/16 - III liga kobiet 2015/2016, grupa: małopolska (wschód)    |
| 2015/16 - III liga kobiet 2015/2016, grupa: małopolska (spadkowa)  |
| 2016/17 - IV liga kobiet 2016/2017, grupa: małopolska (wschód)     |
| 2017/18 - IV liga kobiet 2017/2018, grupa: małopolska (wschód)     |

W klubie czynny udział biorą również juniorki oraz orliczki.